# Beställningspunkt
Beställningspunkt är ett begrepp inom lagerplanering som anger när (nya) varor ska beställas. Beställningstidpunkten bestäms utifrån ledtiden, dvs tiden mellan beställning och leverans. Dessutom måste man beräkna en genomsnittlig varuförbrukning. Då leveranstiden ofta uttrycks i dagar, är det lämpligt att beräkna varuförbrukningen per dag. Man bör även se till att beställningarna läggs så att man har ett säkerhetslager. Säkerhetslagret förbättrar leveransförmågan vid oväntade leveransfördröjningar eller försäljningsökningar.